# Olaus Henrici

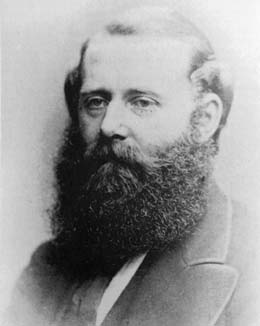
Olaus Henrici

Olaus Magnus Friedrich Erdmann Henrici (* 9. März 1840 in Meldorf; † 10. August 1918 in Chandler’s Ford, Hampshire, England) war ein deutscher Mathematiker.

## Leben
Henrici ging 1859 zum Studium an die Polytechnische Schule in Karlsruhe, wo er insbesondere von Clebsch beeinflusst wurde.
Auf dessen Rat und Empfehlung ging er 1862 an die Universität Heidelberg, um bei Hesse zu studieren. Dort wurde er am 6. Juni 1863 mit einer später in Crelles Journal erschienenen Arbeit zum Dr. phil. promoviert. Nach weiteren Studien in Berlin bei Weierstraß und Kronecker wurde er 1865 Privatdozent der Mathematik und Physik an der Universität Kiel. Wegen unzureichender finanzieller Mittel gab er diese Stelle aber bald auf und ging nach London, wo er seinen Lebensunterhalt einige Jahre durch Privatunterricht bestritt. 1869 wurde er zunächst Assistent, am 4. Juni 1870 dann Professor der Mathematik am University College London (UCL). Im März 1884 wurde er Professor für Mechanik und Mathematik am City and Guilds College (auch Central Technical College) in London. Dort richtete er ein mechanisches Labor ein, in dem mathematische Modelle und Apparaturen gebaut wurden. Das bekannteste davon ist wohl ein harmonischer Analysator, ein Gerät, mit dem sich die Fourierkoeffizienten einer periodischen Funktion bestimmen lassen.
Im Jahre 1874 wurde Henrici Fellow der Royal Society, 1882/83 war er in deren Council.
Von 1882 bis 1884 war er Präsident der London Mathematical Society.
Die University of St Andrews verlieh ihm 1884 die Ehrendoktorwürde.
Henrici heiratete 1877 die Schwester eines Kollegen. Aus der Ehe ging ein Sohn hervor, der Offizier im Ingenieurkorps der englischen Armee wurde. Henrici schrieb eine gemeinsame Arbeit mit seinem Sohn.

## Werke
- Olaus Henrici: Skeleton structures: especially in their application to the building of steel and iron bridges. New York: Van Nostrand, 1867.
- Olaus Henrici: Elementary geometry: congruent figures. London: Longmans, Green, 1879.
- Olaus Henrici: Elementary geometry: congruent figures. London: Longmans, Green, second edition 1888.
- Olaus Henrici und George Charles Turner: Vectors and rotors: with applications. London: Arnold 1903.